# Mattheddleïta
La mattheddleïta és un mineral de la classe dels silicats, que pertany al grup de l'el·lestadita. Va ser aprovada com a espècie vàlida per l'Associació Mineralògica Internacional l'any 1985. Rep el seu nom de Matthew Forster Heddle (1828-1897), geòleg i mineralogista escocès que va fer un important treball per investigar i descriure la mineralogia escocesa al segle xix.

## Característiques
La mattheddleïta és un silicat de fórmula química Pb₅(SiO₄)1,5(SO₄)1,5Cl. Cristal·litza en el sistema hexagonal. La seva duresa a l'escala de Mohs es troba entre 3,5 i 4,5.
Segons la classificació de Nickel-Strunz, la mattheddleïta pertany a «9.AH - Nesosilicats amb CO₃, SO₄, PO₄, etc.» juntament amb els següents minerals: iimoriïta-(Y), tundrita-(Ce), tundrita-(Nd), spurrita, ternesita, britholita-(Ce), britholita-(Y), el·lestadita-(Cl), fluorbritholita-(Ce), fluorel·lestadita, hidroxilel·lestadita, tritomita-(Ce), tritomita-(Y), fluorcalciobritholita i fluorbritholita-(Y).

## Formació i jaciments
Va ser descoberta a Leadhills, al consell unitari de South Lanarkshire, Strathclyde, a Escòcia, Regne Unit. També ha estat àmpliament descrita per tot el Regne Unit, així com en diversos indrets de França, Itàlia, Alemanya i els Estats Units. Als territoris de parla catalana ha estat descrita a la mina Alforja, situada a la localitat homònima del Baix Camp, i a la mina José Domingo, a L'Argentera, també a la mateixa comarca del Camp de Tarragona.